# Csíki-hegyek
Csíki-hegyek a Budai-hegység legdélibb rögvonulata, közigazgatásilag Budaörshöz tartozik.

## Leírása

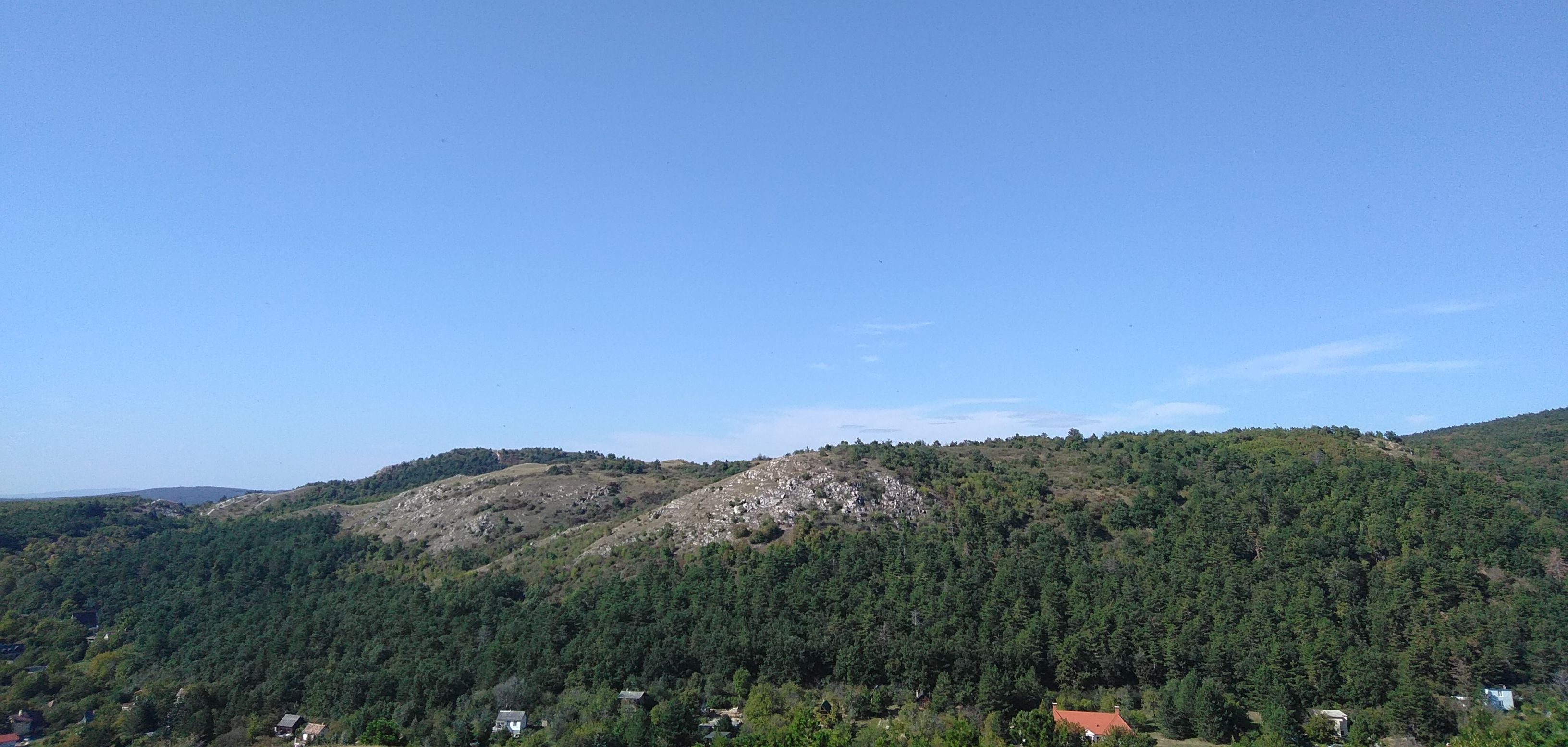
A Farkas-hegy és Szekrényes-hegy az Odvas-hegyről tekintve

A csoportot a Széchenyi-hegy déli peremétől, a Budaörsi-hegytől egy mély nyereg választja el. A hegyek délnyugati-északkeleti irányban húzódnak. Alapkőzetük a triász kori diploporás dolomit, a lejtőiket pedig briozoás márga és lösz borítja.
A Csíki-hegyek egy fő- és egy mellékvonulatból állnak. A fővonulat tagjai délnyugat felől a Huszonnégyökrös-hegy, a Kis-Csík-hegy, a Csík-hegy és a Ló-hegy. A mellékvonulat a fővonulattól északnyugatra, azzal párhuzamosan fekszik, hiányos és feldarabolt rögökből áll. Ennek legnagyobb délnyugati tagja a kettős kúpú Kecske-hegy, amit a Kies-völgy választ el a fővonulattól.
A Csíki-hegyek és a Budaörsi-hegy között a Szekrényes-hegy, a Farkas-hegy, a Szállás-hegy, déli lejtőjükön a Budaörs felett sorakozó Törökugrató, Út-hegy, Odvas-hegy, a Kálvária-domb és a Kő-hegy a csupasz dolomitsziklás csúcsaik miatt a Budaörs-kopárok tagjai.
A Csíki-hegyek fenyvesei és tölgyerdői betelepítettek, a rögök korábban csupaszok voltak, az erdők között több helyen még ma is kilátszanak a dolomitsziklák. A hegység leglátványoabb része a Kies-völgy feletti, fenyvesekkel és tisztásokkal váltakozó, kellemes éghajlatú Sorrentó-gerinc, aminek a pereméről főleg nyugat felé van jó kilátás.
A területen sárgával jelzett turistaút halad át, mely érinti a Sorrentót, Kies-völgyet, elhalad a Szállás-hegy, Ló-hegy, Csík-hegy mellett, és a Huszonnégyökrös-hegyet majdnem a csúcsáig megközelíti. A turistaútról lekanyarodva a Budakeszi-medence, a Sorrentó–Szekrényes-hegy–Farkas-hegy által körbezárt területen repülős-emlékmű, valamint a Farkashegyi repülőtér régi helye és egykori hangárak tekinthetők meg. A Farkas-hegy túloldalán, a csúcshoz közel vitorlázó-emlékmű található, ami a piros jelzésű turistaútról közelíthető meg. A Ló-hegy körüli térség fokozottan védett terület. Legmagasabb tagjáról, a Szekrényes tetejéről pazar körpanoráma nyílik a Budaörsi- és Budakeszi-medence vidékére.